# 羽状穗砖子苗
爪哇砖子苗（学名：Cyperus javanicus），又名羽状穗砖子苗，为莎草科莎草属下的一个种。爪哇砖子苗生长于海边沟谷或路旁。分布于海南、缅甸、马来西亚、菲律宾、琉球群岛、热带非洲、热带澳洲及美国夏威夷。